# Hymn państwowy
Hymn państwowy (hymn narodowy) – uroczysta pieśń o charakterze patriotycznym, stanowiąca jeden z symboli państwowych.

## Hymny państw świata
Poniższa tabela przedstawia hymny wszystkich istniejących państw, a także niektórych istniejących związków wolnych państw, terytoriów zależnych oraz państw już nieistniejących, przy czym te dwie ostatnie kategorie zaznaczone są kursywą.
| Kraj                                                            | Tytuł hymnu                                                                         |
| --------------------------------------------------------------- | ----------------------------------------------------------------------------------- |
| Afganistan                                                      | Da da batorano kor                                                                  |
| Albania                                                         | Hymni i Flamurit                                                                    |
| Algieria                                                        | Kassaman                                                                            |
| Andora                                                          | El Gran Carlemany                                                                   |
| Anglia                                                          | God Save the King, Land of Hope and Glory                                           |
| Angola                                                          | Angola Avante                                                                       |
| Anguilla                                                        | God Save the King                                                                   |
| Antigua i Barbuda                                               | Fair Antigua, We Salute Thee                                                        |
| Antyle Holenderskie                                             | Hymn Antyli Holenderskich                                                           |
| Arabia Saudyjska                                                | Aash al-Maleek                                                                      |
| Argentyna                                                       | Oíd, mortales                                                                       |
| Armenia                                                         | Mer Hayrenik                                                                        |
| Aruba                                                           | Aruba Deshi Tera                                                                    |
| Australia                                                       | Hymn królewski – God Save the King Hymn narodowy – Advance Australia Fair           |
| Austria                                                         | Land der Berge, Land am Strome                                                      |
| Austro-Węgry                                                    | Gott erhalte, Gott beschütze                                                        |
| Azerbejdżan                                                     | Azərbaycan marşı                                                                    |
| Bahamy                                                          | March On, Bahamaland                                                                |
| Bahrajn                                                         | Bahrainona                                                                          |
| Bangladesz                                                      | Amar Sonar Bangla                                                                   |
| Barbados                                                        | In Plenty and In Time of Need                                                       |
| Białoruś                                                        | Dziarżauny himn Respubliki Biełaruś                                                 |
| Belgia                                                          | La Brabaçonne                                                                       |
| Belize                                                          | Hymn królewski – God Save the King Hymn państwowy – Land of the Free                |
| Benin                                                           | L’Aube Nouvelle                                                                     |
| Bermudy                                                         | God Save the King                                                                   |
| Bhutan                                                          | Druk tsendhen                                                                       |
| Biafra                                                          | Land of the Rising Sun                                                              |
| Boliwia                                                         | Canción Patriótica                                                                  |
| Bonaire                                                         | Tera di Solo y suave biento                                                         |
| Bośnia i Hercegowina                                            | Državna himna Bosne i Hercegovine                                                   |
| Botswana                                                        | Fatshe leno la rona                                                                 |
| Brazylia                                                        | Hino Nacional Brasileiro                                                            |
| Brunei Darussalam                                               | Allah Peliharakan Sultan                                                            |
| Brytyjskie Wyspy Dziewicze                                      | God Save the King                                                                   |
| Bułgaria                                                        | Miła Rodino                                                                         |
| Burkina Faso                                                    | Le Ditanye                                                                          |
| Burundi                                                         | Burundi bwacu                                                                       |
| Chile                                                           | Himno Nacional de Chile                                                             |
| Chińska Republika Ludowa                                        | Marsz ochotników                                                                    |
| Chorwacja                                                       | Lijepa naša domovino                                                                |
| Curaçao                                                         | Himno di Kòrsou                                                                     |
| Cypr                                                            | Imnos is tin Eleftherian                                                            |
| Czarnogóra                                                      | Oj, svijetla majska zoro                                                            |
| Czad                                                            | La Tchadienne                                                                       |
| Czechy                                                          | Kde domov můj?                                                                      |
| Dania                                                           | Hymn królewski – Kong Kristian Hymn narodowy – Der er et yndigt land                |
| Demokratyczna Republika Konga                                   | Debout Congolaise                                                                   |
| Dominika                                                        | Isle of Beauty, Isle of Splendour                                                   |
| Dominikana                                                      | Quisqueyanos valientes                                                              |
| Dżibuti                                                         | Hymn Dżibuti                                                                        |
| Egipt                                                           | Biladi, Biladi, Biladi                                                              |
| Ekwador                                                         | Salve, Oh Patria                                                                    |
| Erytrea                                                         | Ertära Ertära Ertära                                                                |
| Estonia                                                         | Mu isamaa, mu õnn ja rõõm                                                           |
| Etiopia                                                         | Wodefit Gesgeši Widd Innat Itjopp'ja                                                |
| Falklandy                                                       | God Save the King                                                                   |
| Fidżi                                                           | God Bless Fiji                                                                      |
| Filipiny                                                        | Lupang Hinirang                                                                     |
| Finlandia                                                       | Maamme                                                                              |
| Flandria                                                        | De Vlaamse Leeuw                                                                    |
| Francja                                                         | La Marseillaise                                                                     |
| Gabon                                                           | La Concorde                                                                         |
| Gambia                                                          | For The Gambia Our Homeland                                                         |
| Ghana                                                           | God Bless Our Homeland Ghana                                                        |
| Gibraltar                                                       | Hymn Gibraltaru God Save the King                                                   |
| Górski Karabach                                                 | Azat ou Ankakh Artsakh                                                              |
| Grecja                                                          | Imnos is tin Eleftherian                                                            |
| Grenada                                                         | Hail Grenada                                                                        |
| Grenlandia                                                      | Nunarput utoqqarsuanngoravit                                                        |
| Gruzja                                                          | Tavisupleba                                                                         |
| Gwadelupa                                                       | La Marseillaise                                                                     |
| Guam                                                            | Stand Ye Guamanians                                                                 |
| Gujana                                                          | Dear Land of Guyana, of Rivers and Plains                                           |
| Gujana Francuska                                                | La Marseillaise                                                                     |
| Gwatemala                                                       | Hymn Gwatemali                                                                      |
| Gwinea                                                          | Liberté                                                                             |
| Gwinea Bissau                                                   | Esta é a Nossa Pátria Bem Amada                                                     |
| Gwinea Równikowa                                                | Caminemos pisando la senda                                                          |
| Haiti                                                           | La Dessalinienne                                                                    |
| Hawaje                                                          | Hawaii Pono'i                                                                       |
| Hiszpania                                                       | Marcha Real                                                                         |
| Holandia                                                        | Wilhelmus                                                                           |
| Honduras                                                        | Tu bandera es un lampo de cielo                                                     |
| Indie                                                           | Jana-Gana-Mana                                                                      |
| Indonezja                                                       | Indonesia Raya                                                                      |
| Irak                                                            | Mawtini                                                                             |
| Iran                                                            | Sorud-e Melli-ye Jomhuri-ye Eslāmi-ye Irān                                          |
| Irlandia                                                        | Amhrán na bhFiann                                                                   |
| Irlandia Północna                                               | Londonderry Air                                                                     |
| Islandia                                                        | Lofsöngur                                                                           |
| Izrael                                                          | Hatikwa                                                                             |
| Jamajka                                                         | Jamaica, Land We Love                                                               |
| Japonia                                                         | Kimi Ga Yo                                                                          |
| Jemen                                                           | Zjednoczona republika                                                               |
| Jordania                                                        | As-salam al-malaki al-urdoni                                                        |
| Jugosławia                                                      | Hej, Sloveni                                                                        |
| Kajmany                                                         | Beloved Isles Cayman                                                                |
| Kambodża                                                        | Nokoreach                                                                           |
| Kamerun                                                         | Chant de Ralliement                                                                 |
| Kanada                                                          | Hymn królewski – God Save the King Hymn państwowy – Oh Canada                       |
| Katalonia                                                       | Els Segadors                                                                        |
| Katar                                                           | Al-Salam Al-Amiri                                                                   |
| Kazachstan                                                      | Menyng Kazakstanym                                                                  |
| Kenia                                                           | Ee Mungu Nguvu Yetu                                                                 |
| Kirgistan                                                       | Kyrgyz Respublikasynyn Mamlekettik Gimni                                            |
| Kiribati                                                        | Teirake kaini Kiribati                                                              |
| Kolumbia                                                        | Oh Gloria inmarcesible                                                              |
| Komory                                                          | Udzima wa ya Masiwa                                                                 |
| Kongo                                                           | La Congolaise                                                                       |
| Kostaryka                                                       | Noble patria, tu hermosa bandera                                                    |
| Korea Południowa                                                | Aegukga                                                                             |
| Korea Północna                                                  | Aegukka                                                                             |
| Kuba                                                            | La Bayamesa                                                                         |
| Kurdystan                                                       | Ey Reqîb                                                                            |
| Kuwejt                                                          | Al-Nasheed Al-Watani                                                                |
| Laos                                                            | Pheng Xat Lao                                                                       |
| Lesotho                                                         | Lesotho Fatse La Bontata Rona                                                       |
| Liban                                                           | Hymn Libanu                                                                         |
| Liberia                                                         | All Hail, Liberia Hail                                                              |
| Libia                                                           | Libia, Libia, Libia                                                                 |
| Liechtenstein                                                   | Oben am jungen Rhein                                                                |
| Litwa                                                           | Tautiška giesme                                                                     |
| Luksemburg                                                      | Hymn wielkoksiążęcy – Wilhelmus Hymn narodowy – Ons Hémécht                         |
| Łotwa                                                           | Dievs, sveti Latviju                                                                |
| Macedonia Północna                                              | Денес над Македонија                                                                |
| Madagaskar                                                      | Ry Tanindraza nay malala ô                                                          |
| Majotta                                                         | La Marseillaise                                                                     |
| Malawi                                                          | Mlungu dalitsani malawi                                                             |
| Malezja                                                         | Negaraku                                                                            |
| Malediwy                                                        | Gaumee Salaam                                                                       |
| Mali                                                            | Pour l'Afrique et pour toi, Mali                                                    |
| Malta                                                           | L-Innu Malti                                                                        |
| Mariany Północne                                                | Gi Talo Gi Halom Tasi                                                               |
| Maroko                                                          | Hymne Cherifien                                                                     |
| Martynika                                                       | La Marseillaise                                                                     |
| Mauretania                                                      | Hymn Mauretanii                                                                     |
| Mauritius                                                       | Motherland                                                                          |
| Meksyk                                                          | Mexicanos, al grito de guerra                                                       |
| Mikronezja                                                      | Patriots of Micronesia                                                              |
| Mjanma                                                          | Gba Majay Mymar                                                                     |
| Mołdawia                                                        | Limba Noastra                                                                       |
| Monako                                                          | A Marcia de Muneghu                                                                 |
| Mongolia                                                        | Монгол улсын төрийн дуулал                                                          |
| Montserrat                                                      | God Save the King                                                                   |
| Mozambik                                                        | Patria Amada                                                                        |
| Naddniestrze                                                    | My sławu poem, Pridnestrow'ju                                                       |
| Namibia                                                         | Namibia, Land of the Brave                                                          |
| Nauru                                                           | Nauru Bwiema                                                                        |
| Nepal                                                           | Sayaun Thunga Phool Ka                                                              |
| Niemcy                                                          | Das Lied der Deutschen (tylko trzecia zwrotka)                                      |
| Niemiecka Republika Demokratyczna                               | Auferstanden aus Ruinen                                                             |
| Nikaragua                                                       | Salve a ti, Nicaragua                                                               |
| Niger                                                           | La Nigerienne                                                                       |
| Nigeria                                                         | Arise Oh Compatriots, Nigeria's Call Obey                                           |
| Niue                                                            | Ko e Iki he Lagi                                                                    |
| Norwegia                                                        | Hymn królewski – Kongesangen Hymn narodowy – Ja, vi elsker dette landet             |
| Nowa Zelandia                                                   | Hymn królewski – God Save the King Hymn narodowy – God Defend New Zealand           |
| Oman                                                            | Nashid as-Salaam as-Sultani                                                         |
| Pakistan                                                        | Pak sarzamin shad bad                                                               |
| Palau                                                           | Belau rekid                                                                         |
| Palestyna                                                       | Biladi                                                                              |
| Panama                                                          | Himno Istmeño                                                                       |
| Papua-Nowa Gwinea                                               | Hymn królewski – God Save the King Hymn narodowy – O Arise, All You Sons            |
| Paragwaj                                                        | Paraguayos, Républica o muerte                                                      |
| Peru                                                            | Marcha Nacional                                                                     |
| Pitcairn                                                        | God Save the King                                                                   |
| Polinezja Francuska                                             | La Marseillaise                                                                     |
| Polska                                                          | Mazurek Dąbrowskiego                                                                |
| Portugalia                                                      | A Portuguesa                                                                        |
| Portoryko                                                       | La Borinquena                                                                       |
| Południowa Afryka                                               | Hymn Południowej Afryki                                                             |
| Republika Środkowoafrykańska                                    | La Renaissance                                                                      |
| Republika Zielonego Przylądka                                   | Cântico da Liberdade                                                                |
| Reunion                                                         | La Marseillaise                                                                     |
| Rodezja                                                         | Rise O Voices of Rhodesia                                                           |
| Rosja                                                           | Gosudarstwiennyj gimn Rossijskoj Fiedieracyi                                        |
| Rumunia                                                         | Deşteaptă-te, române!                                                               |
| Rwanda                                                          | Rwanda nziza                                                                        |
| Saba                                                            | Saba you rise from the ocean                                                        |
| Sahara Zachodnia                                                | Yā Banīy As-Saharā                                                                  |
| Saint Kitts i Nevis                                             | Hymn królewski – God Save the King Hymn narodowy – O Land of Beauty!                |
| Saint Lucia                                                     | Hymn królewski – God Save the King Hymn narodowy – Sons and Daughters of St. Lucia  |
| Saint-Pierre i Miquelon                                         | La Marseillaise                                                                     |
| Saint Vincent i Grenadyny                                       | Hymn królewski – God Save the King Hymn narodowy – St Vincent Land So Beautiful     |
| Salwador                                                        | Saludemos la Patria orgullosos                                                      |
| Samoa                                                           | The Banner of Freedom                                                               |
| Samoa Amerykańskie                                              | Amerika Samoa                                                                       |
| Senegal                                                         | Pincez Tous vos Koras, Frappez les Balafons                                         |
| Serbia                                                          | Bože pravde                                                                         |
| Serbia i Czarnogóra                                             | Hej, Sloveni                                                                        |
| Seszele                                                         | Koste Seselwa                                                                       |
| Sierra Leone                                                    | High We Exalt Thee, Realm of the Free                                               |
| Singapur                                                        | Majulah Singapura                                                                   |
| Sint Maarten                                                    | O Sweet Saint Martin’s Land                                                         |
| Skonfederowane Stany Ameryki                                    | God Save the South                                                                  |
| Słowacja                                                        | Nad Tatrou sa blýska                                                                |
| Słowenia                                                        | Zdravljica                                                                          |
| Somalia                                                         | Soomaaliyeey toosoo                                                                 |
| Somaliland                                                      | Samo ku waar                                                                        |
| Sri Lanka                                                       | Sri Lanka Matha                                                                     |
| Stany Zjednoczone                                               | The Star-Spangled Banner                                                            |
| Eswatini                                                        | Oh God, Bestower of the Blessings of the Swazi                                      |
| Sudan                                                           | Nahnu Djundulla Djundulwatan                                                        |
| Sudan Południowy                                                | South Sudan Oyee!                                                                   |
| Surinam                                                         | God zij met ons Suriname                                                            |
| Syria                                                           | Homat el Diyar                                                                      |
| Szkocja                                                         | Hymn królewski – God Save the King Nieoficjalny hymn narodowy – Flower of Scotland  |
| Szwajcaria                                                      | Cantique Suisse/Psalm Svizzer/Salmo Svizzero/Schweizer Psalm                        |
| Szwecja                                                         | Hymn królewski – Ur svenska hjärtans djup en gång Hymn narodowy – Du gamla, du fria |
| Republika Chińska                                               | Sanmin Zhuyi                                                                        |
| Tadżykistan                                                     | Surudi milli                                                                        |
| Tajlandia                                                       | Hymn narodowy – Phleng Chat Hymn królewski – Phleng Sansasoen Phra Barami           |
| Tanzania                                                        | Mungu ibariki Afrika                                                                |
| Timor Wschodni                                                  | Patria, Patria                                                                      |
| Togo                                                            | Salut à toi, pays de nos aïeux                                                      |
| Tonga                                                           | Koe Fasi Oe Tui Oe Otu Tonga                                                        |
| Trynidad i Tobago                                               | Forged From The Love of Liberty                                                     |
| Tunezja                                                         | Himat Al Hima                                                                       |
| Turcja                                                          | Istiklâl Marsi                                                                      |
| Turkmenistan                                                    | Garaşsyz, Bitarap,Türkmenistanyň Döwlet Gimni                                       |
| Turks i Caicos                                                  | God Save the King                                                                   |
| Tuvalu                                                          | Hymn narodowy – Tuvalu mo te Atua Hymn królewski – God Save the King                |
| Tybet                                                           | Gyallu                                                                              |
| Uganda                                                          | Oh Uganda, Land of Beauty                                                           |
| Ukraina                                                         | Szcze ne wmerła Ukraini                                                             |
| Ukraińska Socjalistyczna Republika Radziecka                    | Derżawnyj himn Ukrajinśkoj Radjanśkoj Socjalistycznoj Respubliky                    |
| Urugwaj                                                         | Orientales, la Patria o la tumba                                                    |
| Uzbekistan                                                      | Oʻzbekiston Respublikasining Davlat Madhiyasi                                       |
| Vanuatu                                                         | Yumi, Yumi, Yumi                                                                    |
| Walia                                                           | Hen Wlad Fy Nhadau                                                                  |
| Wallis i Futuna                                                 | La Marseillaise                                                                     |
| Watykan                                                         | Inno Pontificio                                                                     |
| Wenezuela                                                       | Gloria al bravo pueblo                                                              |
| Węgry                                                           | Isten, áldd meg a magyart                                                           |
| Wielka Brytania                                                 | God Save the King / Queen                                                           |
| Wietnam                                                         | Tiến Quân Ca                                                                        |
| Włochy                                                          | Il canto degli Italiani                                                             |
| Wybrzeże Kości Słoniowej                                        | L'Abidjanaise                                                                       |
| Wyspa Świętej Heleny, Wyspa Wniebowstąpienia i Tristan da Cunha | God Save the King                                                                   |
| Wyspa Man                                                       | Arrane Ashoonagh dy Vannin                                                          |
| Wyspy Alandzkie                                                 | Ålännigens sång                                                                     |
| Wyspy Cooka                                                     | Hymn królewski – God Save the King Hymn narodowy –Te Atua Mou E                     |
| Wyspy Dziewicze Stanów Zjednoczonych                            | Virgin Islands March                                                                |
| Wyspy Marshalla                                                 | Forever Marshall Islands                                                            |
| Wyspy Owcze                                                     | Tú alfagra land mítt                                                                |
| Wyspy Salomona                                                  | God Save Our Solomon Islands                                                        |
| Wyspy Świętego Tomasza i Książęca                               | Independência total                                                                 |
| Zakon Maltański                                                 | Ave Crux Alba                                                                       |
| Zambia                                                          | Stand and Sing of Zambia, Proud and Free                                            |
| Zimbabwe                                                        | Kalibusiswe Ilizwe le Zimbabwe                                                      |
| Zjednoczone Emiraty Arabskie                                    | Īschī bilādī                                                                        |
| Związek Socjalistycznych Republik Radzieckich                   | Gimn Sowietskogo Sojuza                                                             |